# Jenspeter Rosenfeldt

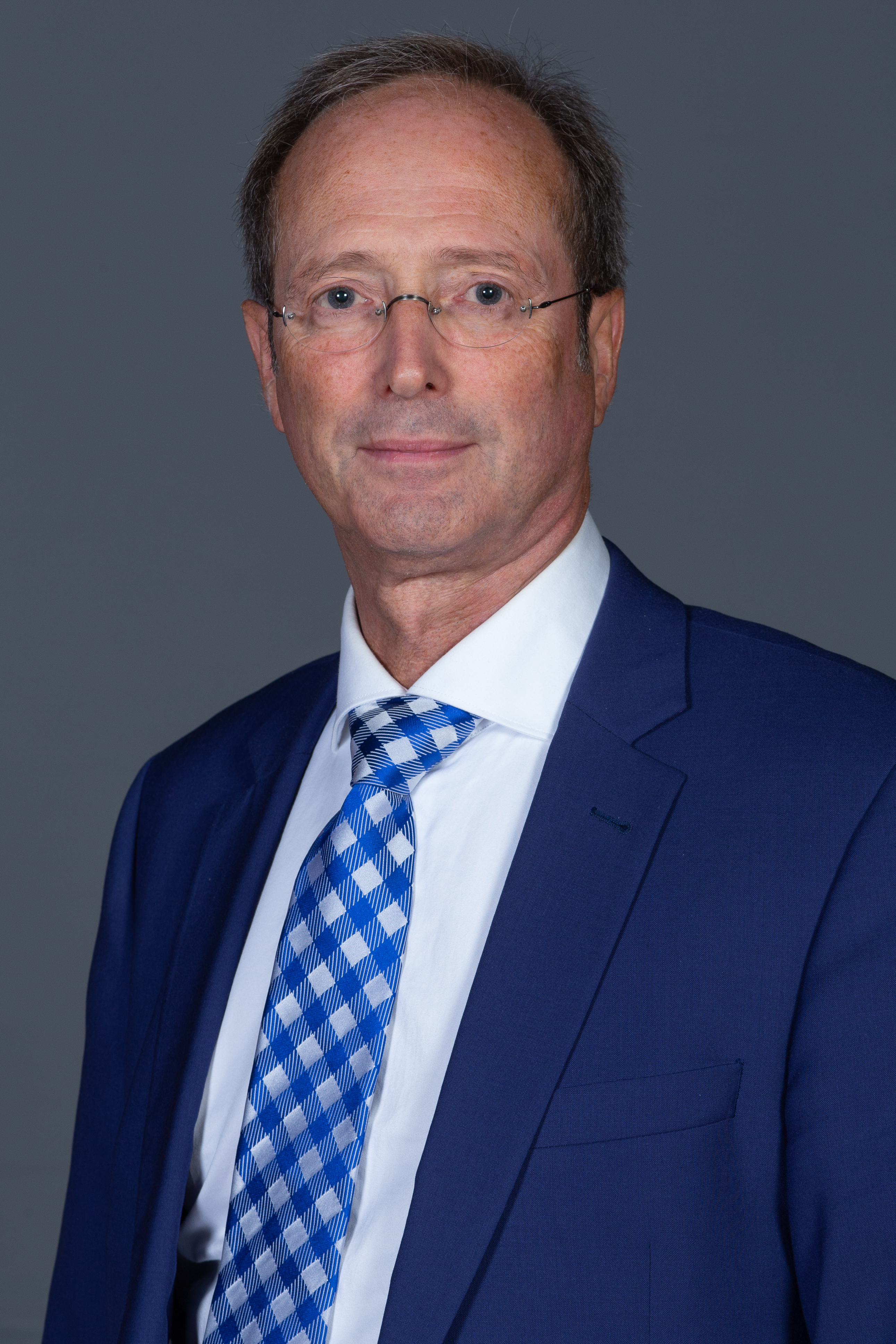
Jenspeter Rosenfeldt (2018)

Jenspeter Rosenfeldt (* 20. Oktober 1958 in Eutin) ist ein Hamburger Politiker der Sozialdemokratischen Partei Deutschlands (SPD). 

## Leben
Rosenfeldt wuchs in Haffkrug an der Ostsee auf. Nach dem Abitur studierte er Geschichte, Deutsch, Sport und Erziehungswissenschaften an der Christian-Albrechts-Universität zu Kiel und der Hamburger Universität. 1985 folgte das Staatsexamen. Seit 1991 ist er als Wissenschaftlicher Angestellter der Behörde für Wissenschaft und Forschung tätig. Er ist Projektleiter der Science City Bahrenfeld.
Jenspeter Rosenfeldt ist seit 2010 Vorsitzender der Arbeiterwohlfahrt (AWO) des Kreises Hamburg-Nord. Er ist Mitglied der Gewerkschaft Ver.di, des Bürgervereins Winterhude und des Stadtparkvereins.
Er wohnt in Winterhude, ist mit Jutta Blankau verheiratet und hat eine Tochter.

## Politik
Jenspeter Rosenfeldt ist seit 1978 Mitglied in der SPD und zudem stellvertretender Vorsitzender der SPD Winterhude-Nord/Alsterdorf. 
Von 2001 bis 2008 war er Mitglied der Hamburgischen Bürgerschaft. Dort saß er für seine Fraktion im Sozialausschuss, Sportausschuss und im Umweltausschuss. Zudem war er Mitglied des Parlamentarischen Untersuchungsausschusses „Geschlossene Unterbringung Feuerbergstraße“. Von 2001 bis 2004 war er Verbraucherpolitischer Sprecher der SPD-Fraktion.
Jenspeter Rosenfeldt kandidierte bei den Bürgerschaftswahlen 2011 im Wahlkreis Eppendorf – Winterhude auf Platz zwei für die Hamburger Bürgerschaft, kam jedoch erst im August 2014 als Nachrücker für Anja Domres in die Bürgerschaft. Bei der Bürgerschaftswahl in Hamburg 2015 erreichte er mit 12.046 Stimmen ein Direktmandat im Wahlkreis Eppendorf – Winterhude. Der 2020 gewählten Bürgerschaft gehört er nicht mehr an.